# Heppia despreauxii
Heppia despreauxii är en lavart som först beskrevs av Jean François Montagne, och fick sitt nu gällande namn av Edward Tuckerman. Heppia despreauxii ingår i släktet Heppia och familjen Heppiaceae.   Inga underarter finns listade i Catalogue of Life.